# Día Internacional del Multilateralismo y la Diplomacia para la Paz
El Día Internacional del Multilateralismo y la Diplomacia para la Paz es una fecha que se conmemora anualmente el 24 de abril desde 2019, fue establecida el 6 de diciembre de 2018 por la Asamblea General de las Naciones Unidas.

## Proclamación
Este día fue establecido por la Asamblea General de las Naciones Unidas el 6 de diciembre de 2018, con la finalidad de destacar la importancia del multilateralismo y la diplomacia, promoviendo la cooperación internacional.

## Celebración
El Día Internacional del Multilateralismo y la Diplomacia para la Paz se celebra anualmente el 24 de abril, se instaura como momento de reflexión y acción global sobre la importancia del diálogo y la colaboración entre naciones bajo los principios de la Carta de las Naciones Unidas. Enfatiza la necesidad de una cooperación internacional sólida y efectiva para enfrentar desafíos globales y promover la paz, la seguridad y el desarrollo sostenible. La selección de esta fecha refleja el compromiso con los valores fundacionales de las Naciones Unidas y subraya el papel vital de la diplomacia preventiva y la solución pacífica de conflictos. Desde su primera observancia en 2019, se han organizado diversas actividades, incluidas conferencias, talleres educativos y campañas de concienciación, para destacar la contribución del multilateralismo a la paz mundial y el bienestar humano.

## Multilateralismo
El multilateralismo, reflejado en los esfuerzos de digitalización de los archivos de la ONU de Ginebra, subraya el compromiso internacional con la cooperación y el diálogo entre naciones. La Sociedad de Naciones, precursora de la ONU, junto con los movimientos de paz internacionales desde finales del siglo XIX hasta 1946, proporcionan un rico contexto histórico para entender el desarrollo y la importancia del multilateralismo. A través del Proyecto de Acceso Digital Total a los Archivos de la Sociedad de Naciones (LONTAD), se han digitalizado millones de páginas de documentos, democratizando el acceso a información crucial sobre la cooperación internacional pasada, lo que ayuda a informar y guiar los esfuerzos actuales hacia la resolución de problemas globales de manera colectiva.